# Paramount Networks Americas
Paramount Networks Americas (anciennement MTV Networks Latin America, Viacom International Media Networks The Americas et ViacomCBS Networks Americas) est une filiale du conglomérat de médias américain Paramount Global, chargée des activités sur le continent américain. Son siège se situe à Miami en Floride.

## Historique
En novembre 2016, Viacom rachète le groupe argentin Televisión Federal (Telefe) à Telefónica pour 345 millions de dollars.
À la suite de la fusion de Viacom avec CBS Corporation fin 2019, Viacom International Media Networks The Americas est renommée en ViacomCBS Networks Americas.
En janvier 2020, JC Acosta est nommé président de ViacomCBS Networks Americas.
En septembre 2021, ViacomCBS annonce le rachat de Chilevisión à WarnerMedia pour un montant non précisé. Le rachat de la chaîne chilienne vise à renforcer la position du groupe dans le monde hispanophone et acquérir du contenu pour préparer l'arrivée des services de streaming du groupe dans la région, Pluto TV et Paramount+. Dans la même optique, le mois suivant, ViacomCBS rachète les sociétés de production Fox TeleColombia et Estudios TeleMéxico à la Walt Disney Company.
En février 2022, ViacomCBS devient Paramount Global. ViacomCBS Networks Americas devient Paramount Networks Americas.

## Chaînes

### Amérique latine
- MTV (géré par Paramount Networks EMEAA)
  - MTV Hits
  - MTV Live
  - Club MTV
  - MTV 80s (en)
  - MTV 00s (en)
- Nickelodeon
  - Nick Jr.
  - TeenNick
  - NickMusic (géré par Paramount Media Networks)
- Comedy Central
- Paramount Network
- Telefe
  - Telefe Internacional
- Chilevisión
  - Chilevisión Internacional

### Brésil
- MTV (géré par Paramount Networks EMEAA)
  - MTV Live
  - Club MTV
  - MTV 80s
  - MTV 00s
- Nickelodeon
  - Nick Jr.
- Comedy Central
- Paramount Network

### Canada
PNA opère également les marques de Paramount Global au Canada, au travers de coentreprises ou de licences :
- MTV (détenu pr Bell Media)
- MTV2 (détenu par Bell Media)
- Nickelodeon (détenu par Corus Entertainment)
- CMT (détenu à 90% par Corus, 10% par PNA)

## Anciennes chaînes
- MTV Jams (2002-2015)
- Nickelodeon GAS (1999-2009)
- VH1 Soul (1998-2015)
- Showtime Beyond (1999-2020)
- VH1 (Amérique latine) (2004-2020)
- MTV Hits (Amérique latine) (2008-2020)
- MTVNHD (2008-2011)
- MTV Rocks (2014-2020)
- MTV Dance (2017-2020)
- Nick Hits (2007-2017)
- Nicktoons (Latin America) (2013-2020)
- VH1 (Brazil) (2005-2014)
- VH1 HD (2009-2020)
- VH1 MegaHits (2010-2020)
- VH1 (Europe) (1995-2021)
- VH1 Classic (2004-2020)
- MTV Live HD (2011-2021)

## Bureaux
L'entreprise possède des bureaux dans les villes suivantes :
- Bogotá, Colombie
- Mexico, Mexique
- Buenos Aires, Argentine
- Santiago, Chili
- São Paulo, Brésil
- Toronto, Canada